# Stewart Morris
Stewart Harold Morris (25 de mayo de 1909-4 de febrero de 1991) fue un deportista británico que compitió en vela en la clase Swallow. Participó en los Juegos Olímpicos de Londres 1948, obteniendo una medalla de oro en la clase Swallow.

## Palmarés internacional
| Juegos Olímpicos | Juegos Olímpicos      | Juegos Olímpicos | Juegos Olímpicos |
| Año              | Lugar                 | Medalla          | Clase            |
| ---------------- | --------------------- | ---------------- | ---------------- |
| 1948             | Londres (Reino Unido) | Medalla de oro   | Swallow          |